# Pseudopalaemon bouvieri
El camarón de agua dulce o langostino de río (Pseudopalaemon bouvieri) es una especie de crustáceo decápodo paleomónido integrante del género Pseudopalaemon. Habita en ambientes de agua dulce y salobre en el norte y centro de América del Sur, llegando por el sur hasta el nordeste de la Argentina.

## Características y costumbres
Características
Es una especie pequeña, los machos miden hasta 34 mm y las hembras con huevos 41 mm de largo.
Su dieta es omnívora, consumiendo un amplio espectro de ítems, desde algas del plancton, bentos y pleuston, hasta larvas de insectos, si bien el detrito es también un componente importante.  
Es capturado por numerosas especies, entre las que se encuentra el yacaré overo (Caiman latirostris).

## Distribución y hábitat
Esta especie vive en el sudeste del Brasil, en el este del Uruguay y en el nordeste de la Argentina, en las provincias mesopotámicas de Corrientes,y Entre Ríos, en las cuencas fluviales de los ríos Paraná y Uruguay. También encontrándose en la localidad de General Rojo de la provincia de Buenos Aires.
No es una especie que se encuentre amenazada, encontrado los investigadores una abundancia de entre 10 y 1411 individuos por metro cuadrado.

## Taxonomía
Esta es la especie típica del género Pseudopalaemon, y fue descrita originalmente en el año 1911 por el zoólogo E. Sollaud.
Localidad tipo
La localidad tipo es: Montevideo, Uruguay.